# Hohenzollernbrücke (Köln)
Die Hohenzollernbrücke ist eine Brücke über den Rhein in Köln in Höhe von Stromkilometer 688,5. Das von 1907 bis 1911 errichtete ursprüngliche Bauwerk bestand aus zwei Eisenbahnbrückenzügen und einem Straßenbrückenzug. Nach 1945 wurden nur die zwei Eisenbahnbrückenzüge wiederaufgebaut, die später auf der Nordseite um einen dritten ergänzt wurden. Als Ersatz für den entfallenen Straßenbrückenzug wurden die äußeren Eisenbahnbrückenzüge um Geh- und Radwege ergänzt.
Bei der Hohenzollernbrücke und dem benachbarten Hauptbahnhof handelt es sich um einen der wichtigsten Knotenpunkte im deutschen und europäischen Eisenbahnnetz. Das Bauwerk ist zusammen mit dem Kölner Dom ein fester Bestandteil des Stadtbilds von Köln.
Mit 1220 Zugfahrten pro Tag ist sie die meistbefahrene Eisenbahnbrücke Deutschlands. Das Bauwerk gilt, zusammen mit dem Kölner Hauptbahnhof, als zentraler Engpass im Schienenverkehr in der Region Köln.

## Geschichte
An gleicher Stelle war im Jahr 1859 die zweigleisige Dombrücke errichtet worden, die zu Beginn des 20. Jahrhunderts dem angewachsenen Verkehr nicht mehr gerecht wurde. Die Planungsarbeiten für den Neubau wurden unter dem Präsidenten der Eisenbahndirektion Köln, Paul von Breitenbach, begonnen und 1906 an dessen Nachfolger Rudolf Schmidt übergeben. Die Leitung lag in Händen des Eisenbahn-Ingenieurs Fritz Beermann, unter dessen Regie Friedrich Dircksen die Entwürfe ausarbeitete. Die Bauausführung der Hohenzollernbrücke erfolgte von 1907 bis 1911 unter maßgeblicher Beteiligung des MAN-Werks Gustavsburg. Sie wurde am 22. Mai 1911 durch Kaiser Wilhelm II. eingeweiht.
Die Brücke bestand aus drei nebeneinander liegenden Brückenteilen mit jeweils drei Eisenfachwerkbögen (Durchfahrtöffnungen) in Längsrichtung zur Aufnahme von vier Eisenbahngleisen und einer Straße. Obwohl die Lage von Brücke und Bahnhof grundsätzlich schon bei den Vorgängerbauwerken umstritten war, übernahm die Hohenzollernbrücke die Ausrichtung der Dombrücke auf die Mittelachse des Domes.
Damals war es üblich, ein solches Ingenieurbauwerk mit Architektur zu verschönern, Brücken meistens mit Portalen. Besonders die Nachbarschaft zum Kölner Dom erforderte nach Meinung der Zeitgenossen eine architektonische Ausschmückung. Die mit hohen Türmen bewehrten Portale (und die kleineren Türme auf den Strompfeilern) der Hohenzollernbrücke entwarf der damals prominente Berliner Architekt Franz Schwechten in neoromanischem Stil.

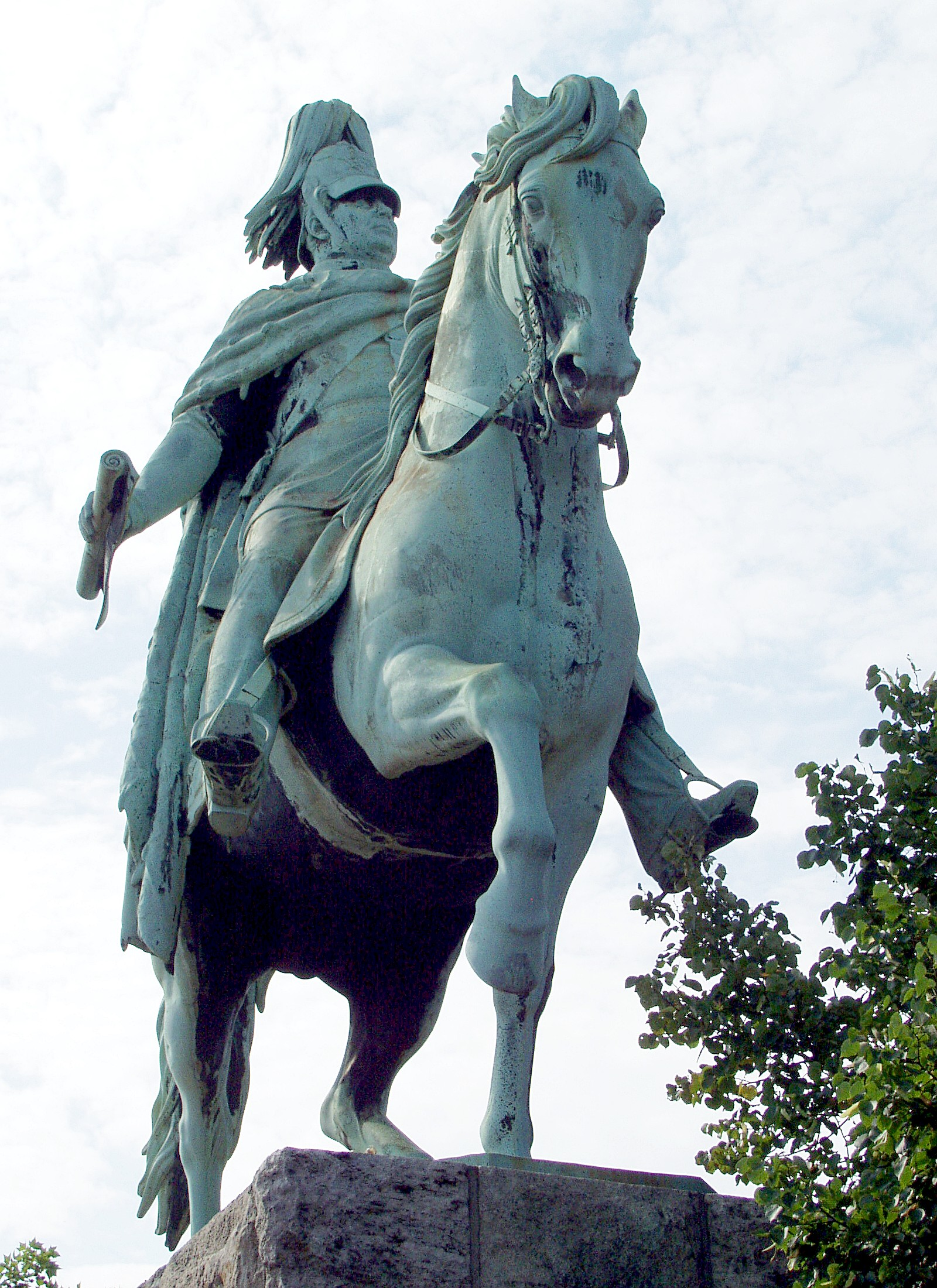
König Friedrich Wilhelm IV. (nördliche rechtsrheinische Rampe 2007)
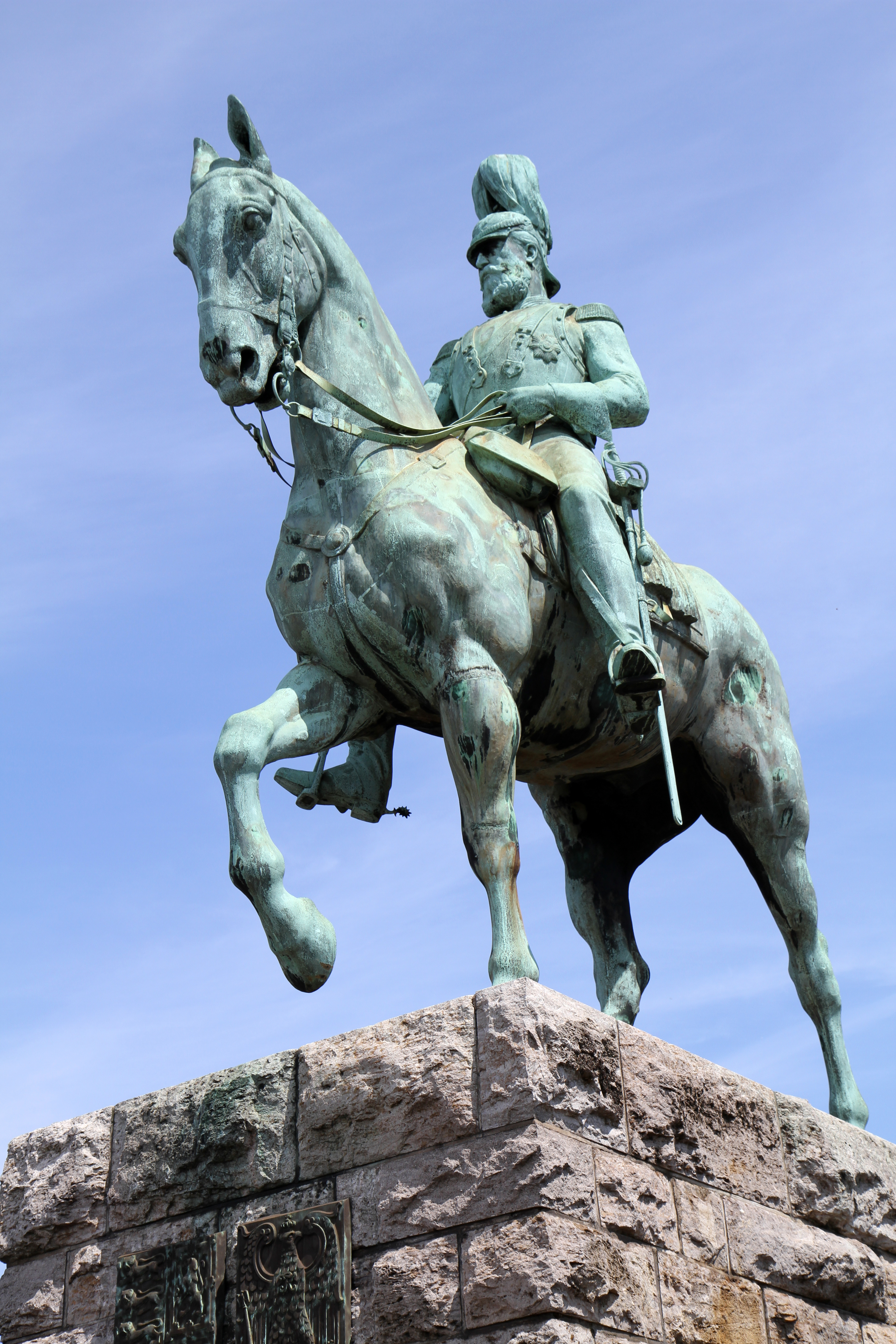
Kaiser Friedrich III. (nördliche linksrheinische Rampe 2012)
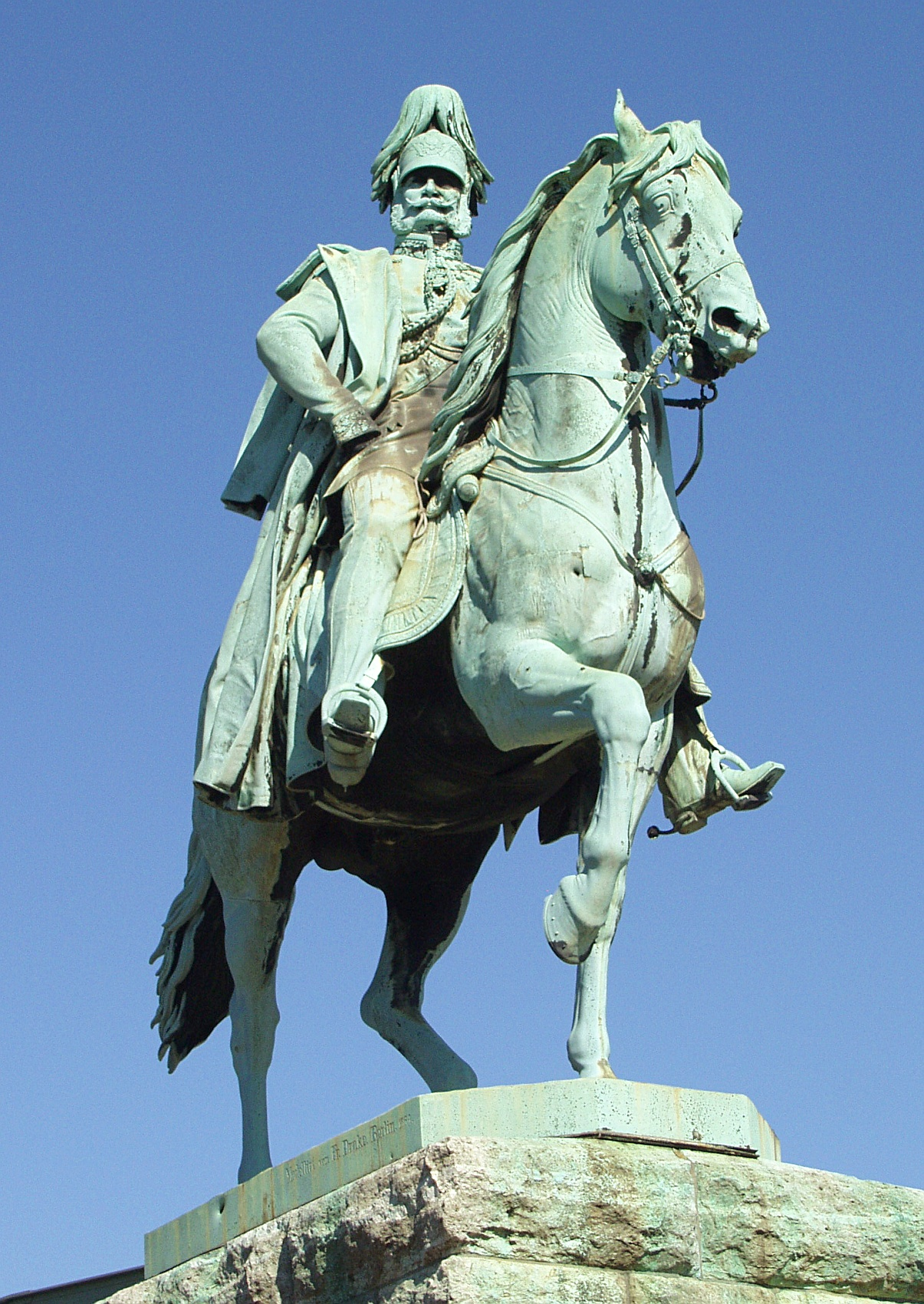
Kaiser Wilhelm I. (südliche rechtsrheinische Rampe 2011)
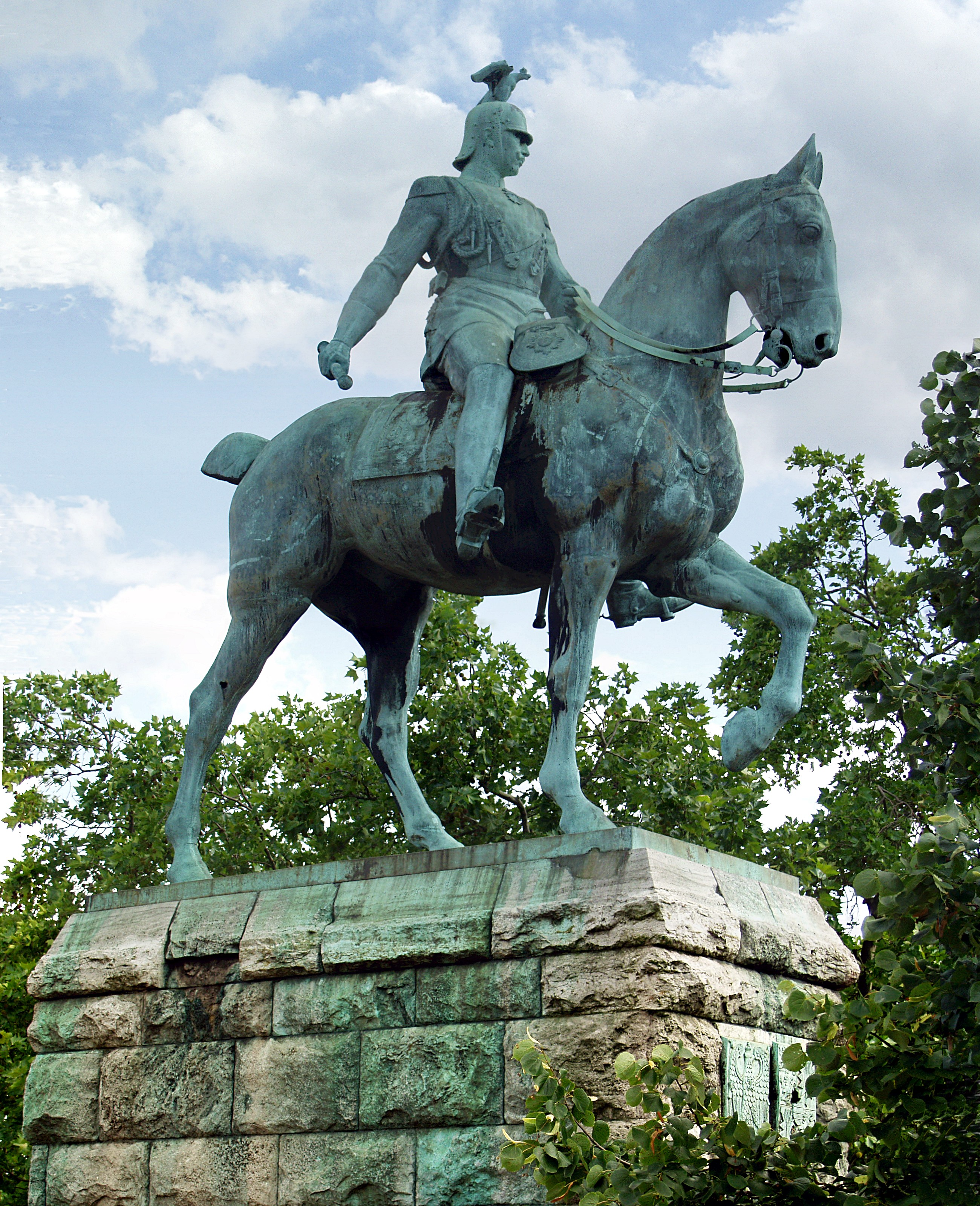
Kaiser Wilhelm II. (südliche linksrheinische Rampe 2007)

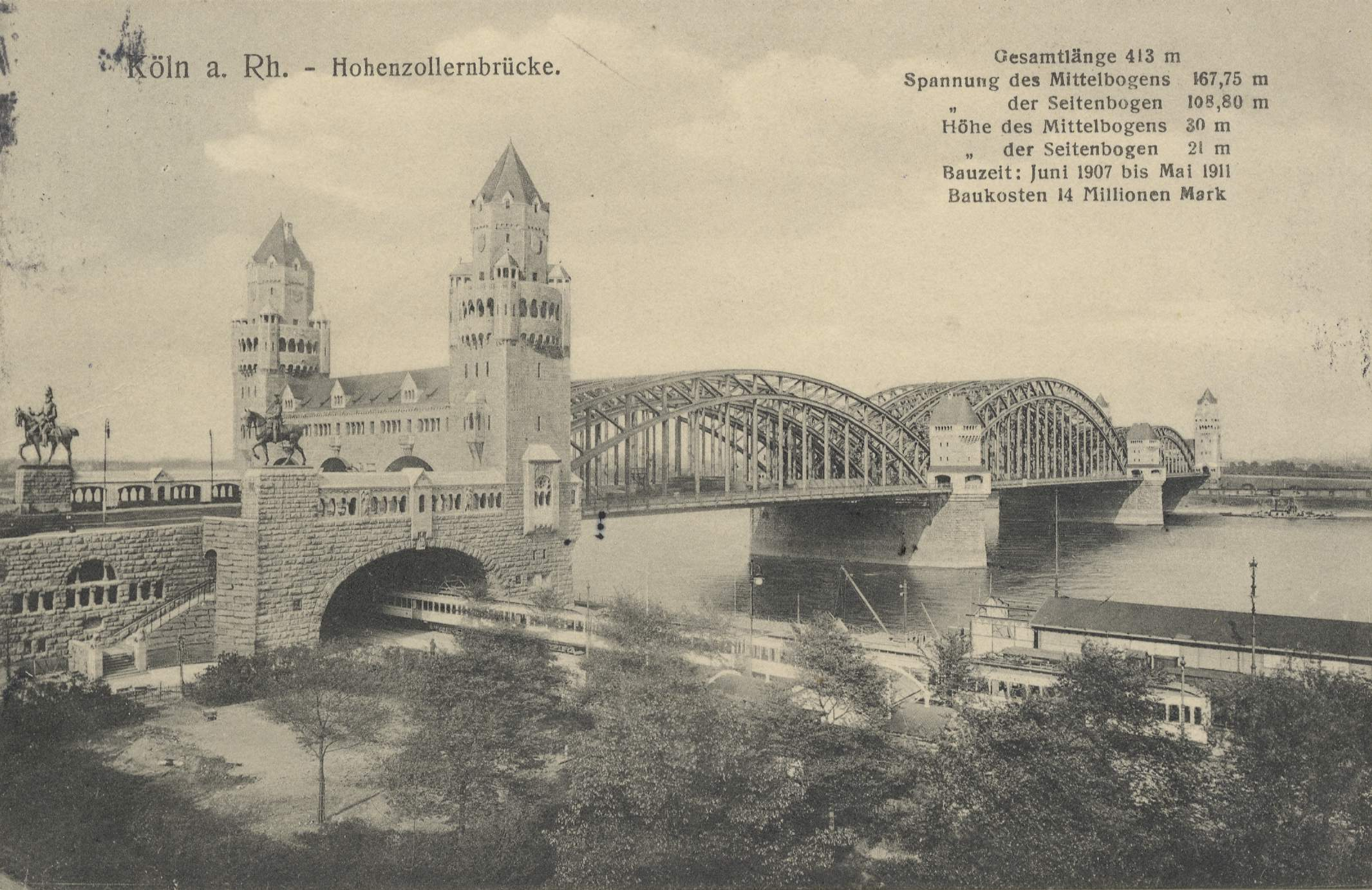
Hohenzollernbrücke, 1912

Vier Reiterstandbilder preußischer Könige und deutscher Kaiser der Hohenzollern-Familie flankieren jeweils die Rampen. Die Dombrücke zierten bereits die jetzt rechtsrheinisch platzierten Reiterstandbilder von Friedrich Wilhelm IV. von Preußen von Bildhauer Gustav Blaeser und Kaiser Wilhelm I. von Friedrich Drake. Ergänzend wurden linksrheinisch die Reiterstandbilder der Kaiser Friedrich III. und, bereits zu Lebzeiten, Wilhelm II., beide von Bildhauer Louis Tuaillon, aufgestellt. Sie verbildlichen das Zeitalter der Preußenherrschaft in der Rheinprovinz.
Der steinerne figürliche Schmuck, die Darstellung stadtgeschichtlich bedeutender Personen, wurde von dem Berliner Bildhauer Gotthold Riegelmann geschaffen. Ein Großteil hiervon ist erhalten. Als einzige von drei Gedenkplatten blieb die von Rudolf Schmidt erhalten.
Zwischen dem 2. und dem 18. August 1914 brachten 2150 Züge (durchschnittlich vier pro Stunde) Soldaten und Material an die Westfront.
Im Zweiten Weltkrieg war die Hohenzollernbrücke eine der wichtigsten und am stärksten befahrenen Eisenbahnbrücken in Deutschland. Obwohl sie dadurch als strategisch wichtiger Rheinübergang zu einem vorrangigen Ziel für Luftangriffe der Alliierten insbesondere bei der Operation Millennium wurde, war sie bis zum Ende des Krieges zwar leicht beschädigt, aber befahrbar und somit eine der letzten intakten Rheinüberquerungen. Während des Vorrückens der amerikanischen Truppen in die Innenstadt am 6. März 1945 wurden die Brückenpfeiler durch Pioniere der sich zurückziehenden deutschen Wehrmacht gesprengt. Dabei wurden die uferseitigen Bögen teilweise nur gering beschädigt, so dass eine spätere Wiederverwendung möglich war.

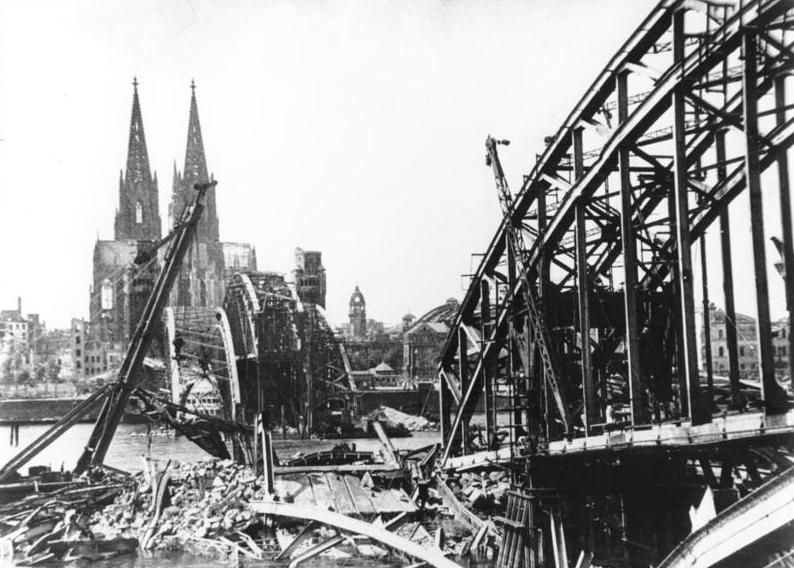
Hohenzollernbrücke nach Sprengung durch die Wehrmacht 1945

Als Provisorium notdürftig unter der Leitung des Oberingenieurs Alfred Schön von der Firma Krupp Stahlbau Rheinhausen wieder benutzbar gemacht, wurde sie am 8. Mai 1948 dem Verkehr übergeben. Beim Wiederaufbau ließ man den (südlichen) Straßenbrückenteil weg, so dass die Brücke nun nur noch aus sechs einzelnen Brückenüberbauten bestand, die teilweise in alter Form neu gebaut wurden.
Die vollständig erhalten gebliebenen Portalbauten und Brückentürme wurden nicht instand gesetzt, sondern 1958 abgerissen. Ein kleiner Abschnitt der alten Straßenrampe ist auf der Deutzer Seite mit Kopfsteinpflaster und Straßenbahngleisen erhalten. Der Rest wurde im Rahmen des Baues des Kölntriangles entfernt und in einen Fuß- und Radweg umgewandelt. 1959 war der Wiederaufbau der Brücke abgeschlossen.
Am 8. März 1985 begannen die Arbeiten zur Errichtung einer zusätzlichen Brücke, um den Hauptbahnhof Köln in den S-Bahn-Taktfahrplan zu integrieren. Das von einer Arbeitsgemeinschaft acht deutscher Unternehmen errichtete Bauwerk nimmt heute neben zwei Gleisen einen 3,5 m breiten Fuß- und Radweg auf. Die Bauarbeiten wurden 1989 abgeschlossen. An der Nordseite wurden dabei drei Brückenteile für zwei weitere Eisenbahngleise angefügt und die Brückenpfeiler stilgerecht verbreitert. 
Dabei kopierte man die alte Konstruktion, um das Ensemble als Baudenkmal nicht zu beeinträchtigen. Allerdings wurde moderne Schweißtechnik verwendet, wodurch die Brückenteile des ergänzten nördlichen Brückenzuges so leicht wurden, dass die Gleise auf einem Schotterbett gelagert werden konnten. Damit sollte die Schallabstrahlung gedämpft werden. Seitdem hat die Hohenzollernbrücke wieder annähernd ihre ursprüngliche Größe; für den nicht wiederaufgebauten südlichen Straßenbrückenteil kam der nördliche dritte Eisenbahnbrückenteil hinzu. Der in Fortsetzung der Dom-Mittelachse liegende Brückenzug, der ursprünglich der mittlere war, ist nun der südliche.
Die drei Brückenzüge haben jeweils eine Länge von 409,19 m. Die Stützweiten der einzelnen Überbauten sind 118,88 m bei dem westlichen Randfeld, 167,75 m bei dem Stromfeld und 122,56 m bei dem östlichen Randfeld. Damit ist die Hohenzollernbrücke eine der Eisenbahnbrücken mit der längste Stützweite in Deutschland. Die Breite der drei nebeneinander liegenden Brücken beträgt zusammen ungefähr 29,5 m. Die Konstruktionsart ist ein Zweigelenkfachwerkbogen mit Zugband.
Seit dem Jahr 2020 plant die Stadt Köln, den südlichen Rad- und Fußweg durch einen vierten Brückenzug um elf Meter  zu verbreitern. Er entsteht somit auf der Trasse der ehemaligen Straßenbrücke und nimmt die existierende Stahlbogenarchitektur auf. Auch auf der nördlichen Brückenseite soll er eineinhalb Meter breiter werden. Die linksrheinische Treppenzuwegung ergänzt man um eine Rampe.

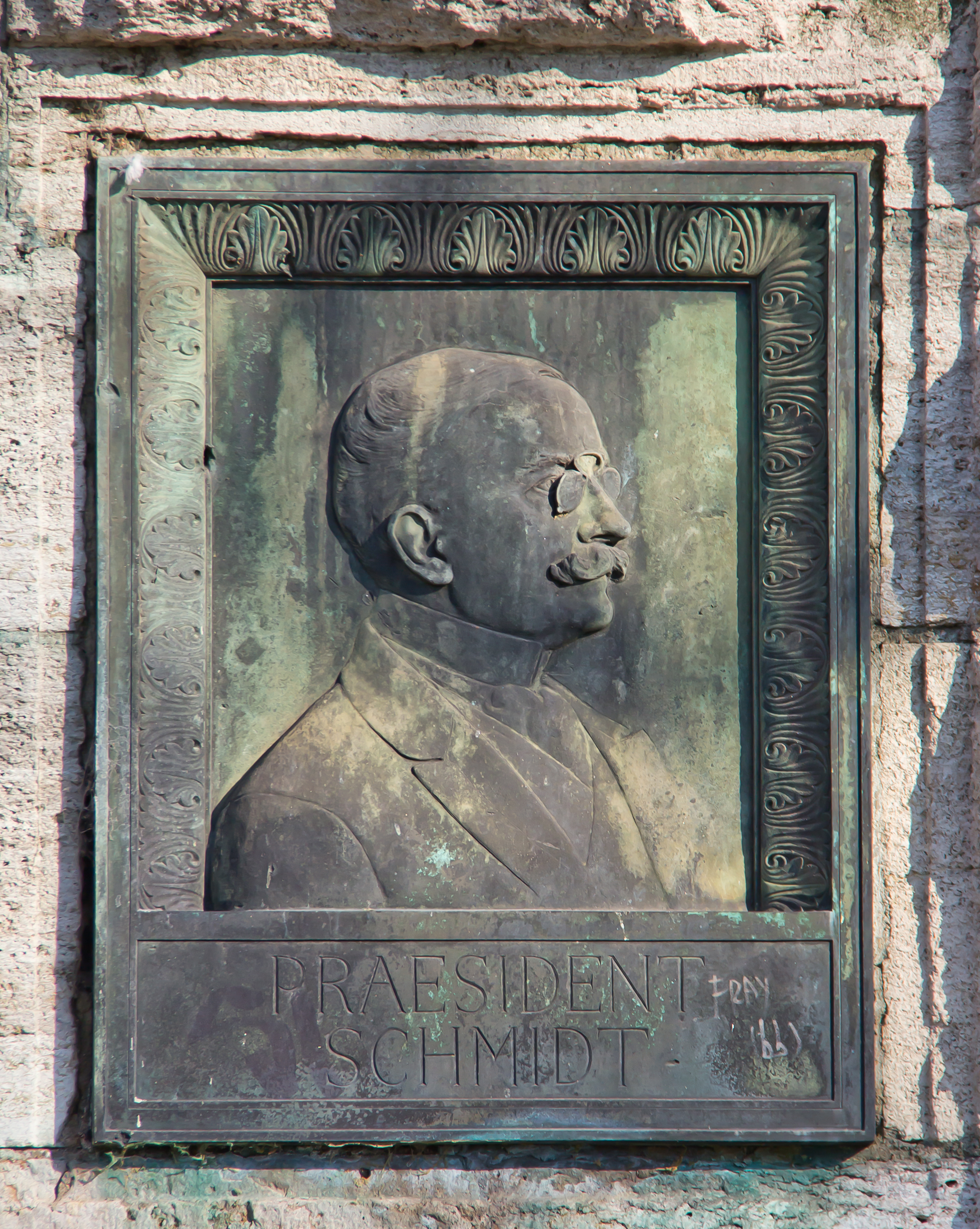
Bronzeplatte zur Erinnerung an Rudolf Schmidt, Präsident der Eisenbahndirektion Köln (2012)
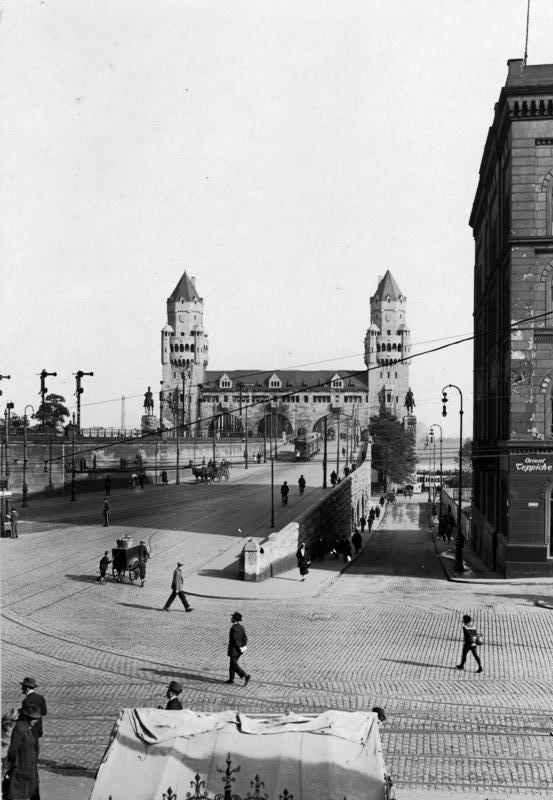
Westliche Auffahrt der Hohenzollernbrücke 1930
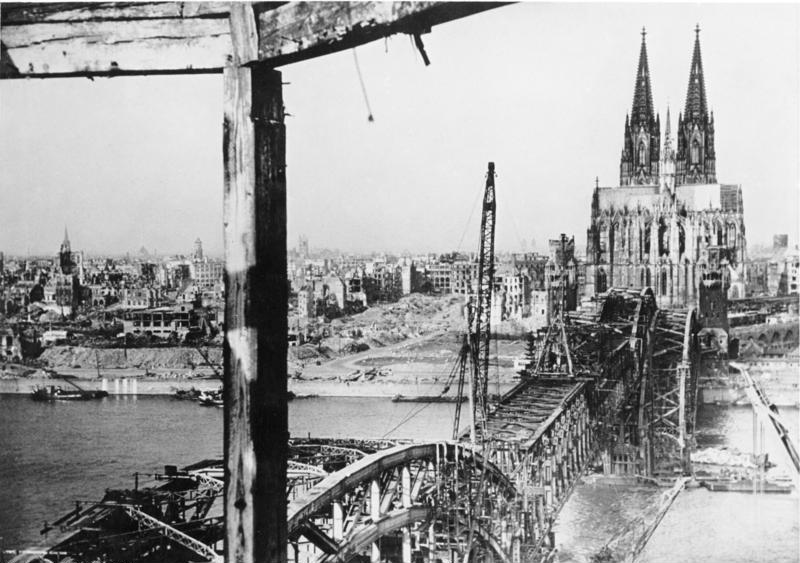
Wiederaufbau der „Hohenzollernbrücke“ (Foto vom 30. April 1948)
Die unterschiedlichen Bauweisen: 1911, 1950er, 1986

## Eisenbahntechnik

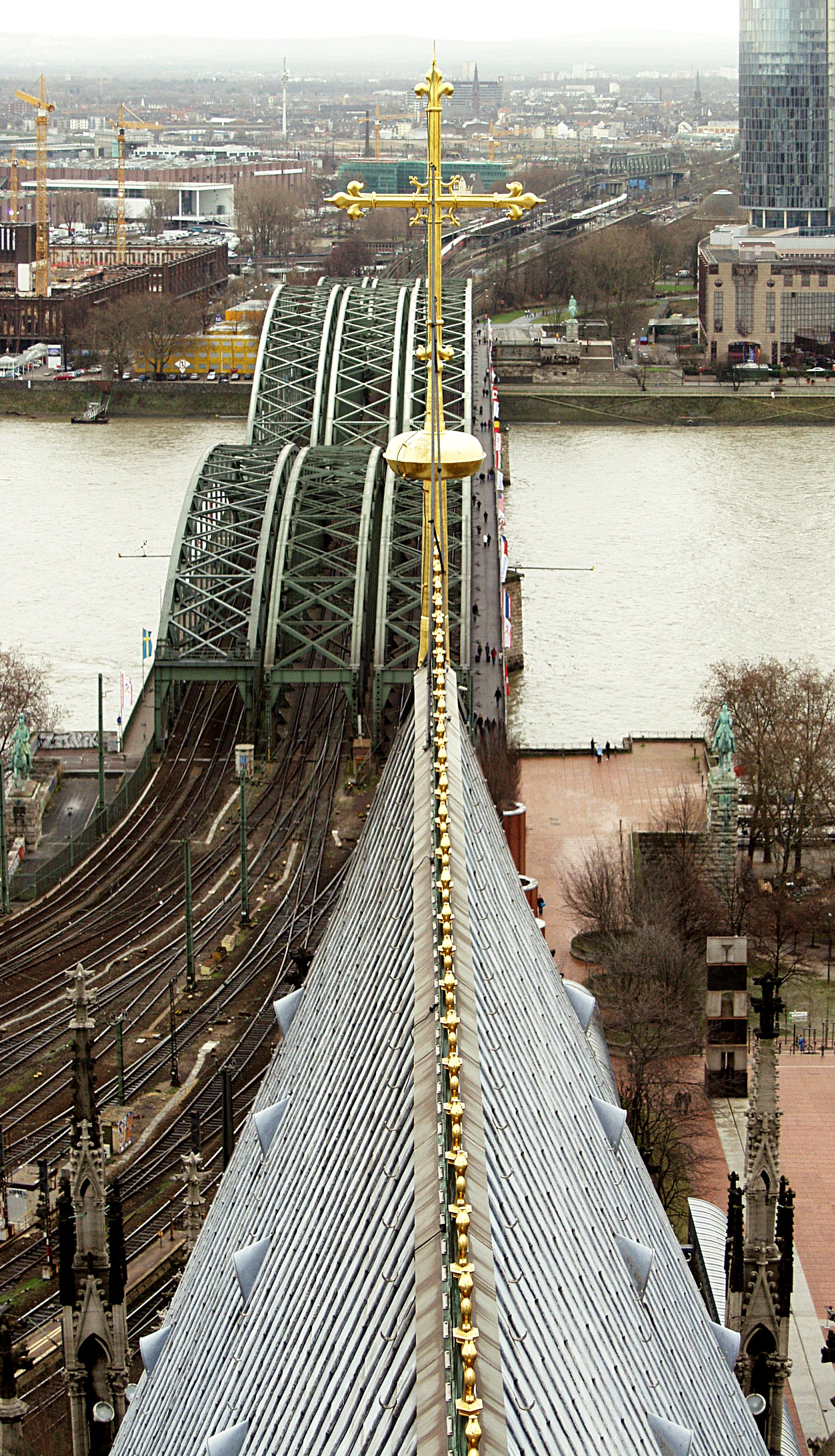
Blick vom Vierungsturm des Kölner Doms. Die Ausrichtung der Hohenzollernbrücke auf die Mittelachse des Domes ist erkennbar (2007).

Die neuere Brücke für die S-Bahngleise, der nördliche Brückenzug, besteht aus zwei Gleisen in einem Schotterbett. Es gilt eine Höchstgeschwindigkeit von 80 km/h, ab dem Zwischensignal von Köln Hbf am westlichen Brückenende in Richtung Westen 50 km/h.
Auf den beiden südlichen Brücken liegen die Gleise in keinem Schotterbett, sondern sind direkt auf der Brückenunterkonstruktion befestigt. Es handelt sich betrieblich um zwei zweigleisige Strecken, die für einen Richtungsbetrieb angeordnet sind. Über die beiden südlichen Gleise wird regulär nach Osten gefahren, auf den beiden mittleren Gleisen nach Westen. In den angrenzenden Bahnhöfen Köln Hbf und Köln Messe/Deutz werden Richtungsanzeiger (Zs2) benutzt, um zu signalisieren, ob das äußere, rechte Gleis „R“ oder das innere, linke Gleis „L“ befahren wird. Zusätzlich besteht die Möglichkeit, die Gleise der innen liegenden Strecke jeweils entgegen der gewöhnlichen Fahrtrichtung mit Signal Zs6 (Gegengleisanzeiger) auf Hauptsignal zu befahren, also auf dem mittleren Brückenzug in Richtung Osten und dem südlichen in Richtung Westen. Aus beiden Richtungen wäre dies das dritte Gleis von rechts aus gesehen. Die äußeren Gleise, also das ganz südliche und das nördliche des mittleren Brückenzuges, lassen sich signalmäßig nur in ihrer Regelfahrtrichtung befahren. Entgegen der gewöhnlichen Fahrtrichtung (also auf dem jeweils vierten Gleis von rechts aus gesehen) sind nur Zugfahrten auf Befehl und Nebensignal möglich, wovon aber nur sehr selten Gebrauch gemacht wird.
Westlich liegt ein Teil in den Grenzen des Kölner Hauptbahnhofs (Einfahrsignale), östlich ein Teil im Bahnhof Köln Messe/Deutz. Dazwischen befindet sich freie Strecke. Die zulässige Geschwindigkeit beträgt wegen des Vorsignalabstandes von 400 Metern im Bereich um Köln Hbf höchstens 60 km/h. Die Ein- und Ausfahrt in den Kölner Hauptbahnhof erfolgt in der Regel mit 20 bis 30 km/h.
Züge benötigen zum Befahren der Brücke statt geplanter drei durchschnittlich vier Minuten.

## Lyrik
In dem 1913 entstandenen Gedicht Fahrt über die Kölner Eisenbahnbrücke bei Nacht visualisierte der elsässische Lyriker Ernst Stadler (1883–1914) eine Eisenbahnfahrt durch die industrialisierte rechtsrheinische Großstadtlandschaft und über die Hohenzollernbrücke in expressionistischen lyrischen Bildern.

## Trivia
Der kaum beschädigte linksrheinische Bogen der Straßenbrücke wurde 1947 für 100.000 Mark (nach anderen Quellen gegen Eisen-Bezugsscheine) nach Duisburg verkauft und dort 1948 für die Neuerrichtung der letzten Ruhrbrücke, der Karl-Lehr-Brücke, verwendet. Nach 75-jähriger Nutzung wurde er dort Ende 2023 durch einen Neubau ersetzt.
Für den Kirchentag 2007 wurden die Bögen der Hohenzollernbrücke vorübergehend teilweise mit roten Tüchern verkleidet, so dass die Brücke einen stilisierten Fisch (das Symbol des Kirchentages) darstellte.
Auf der Brücke breitet sich seit 2008 der aus Italien stammende Brauch der Liebesschlösser aus.
Die in diesem Zusammenhang gelegentlich auftauchende Frage nach Gewicht und Anzahl der Schlösser wurde unterschiedlich beantwortet, Schätzungen sollen sich zwischen 2 (April 2011) und 15 Tonnen (September 2011) bewegen, bei einer Anzahl von angeblich 40.000 Schlössern. Die Bahn sah bei beiden Gewichtsangaben keine Gefahr für die Brückenstatik. Im Juni 2015 wurde die Anzahl der Schlösser auf 500.000 geschätzt.
Am östlichen Brückenkopf auf der Deutzer Seite unterhält der Deutsche Alpenverein seit 1998 eine öffentliche Kletteranlage mit rund 850 Quadratmetern Wandfläche.

## Weitere Bilder

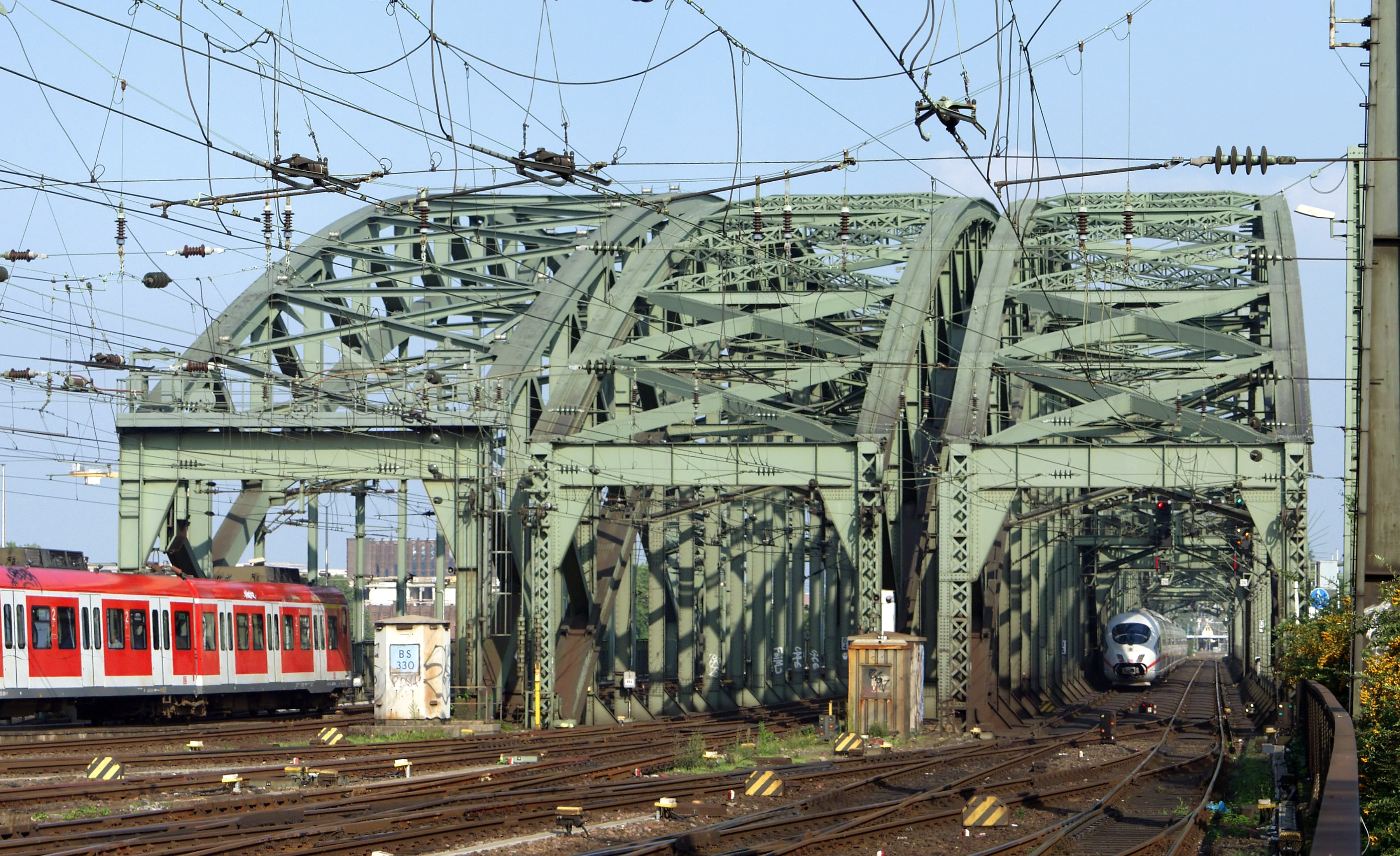
Westliche Einfahrt in die Brücke vom Hauptbahnhof aus (2007)
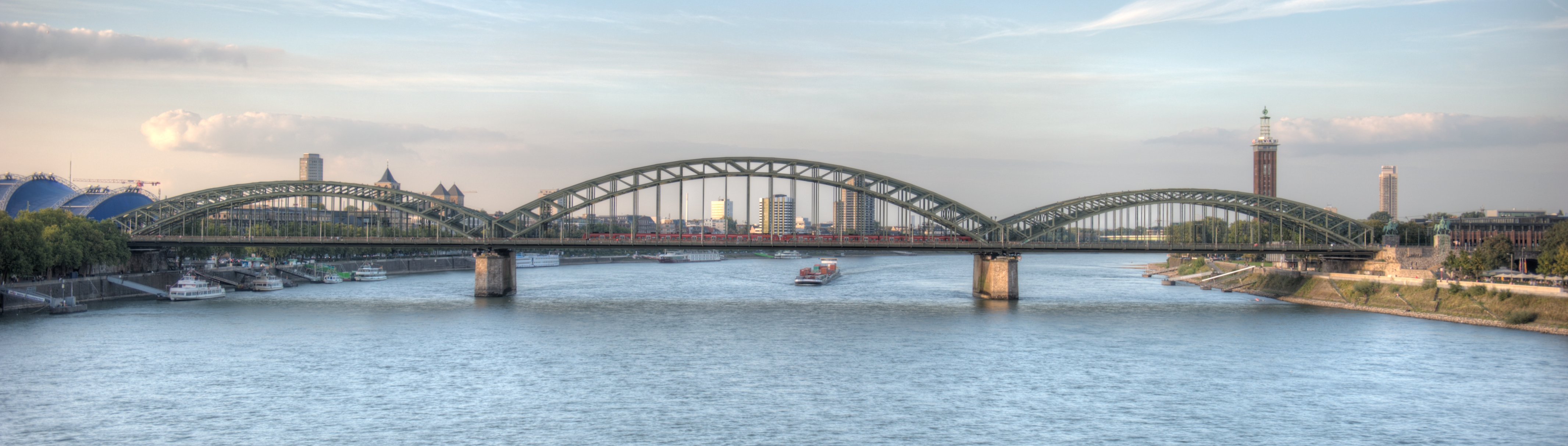
Vollansicht der Hohenzollernbrücke von der Deutzer Brücke aus (2011)
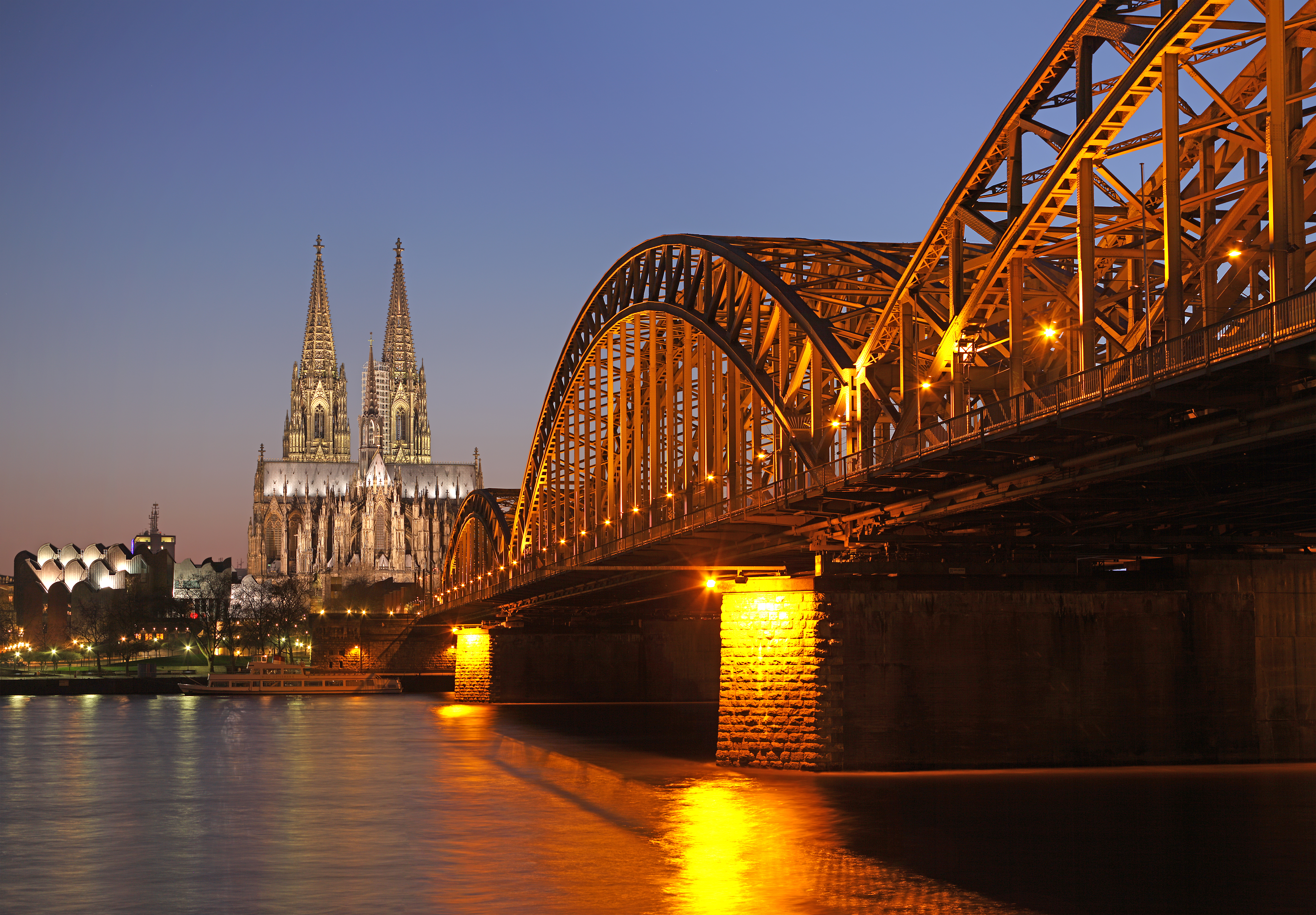
Blick vom Deutzer Rhein-Ufer auf den Kölner Dom und das Museum Ludwig, rechts die Hohenzollernbrücke (2009)
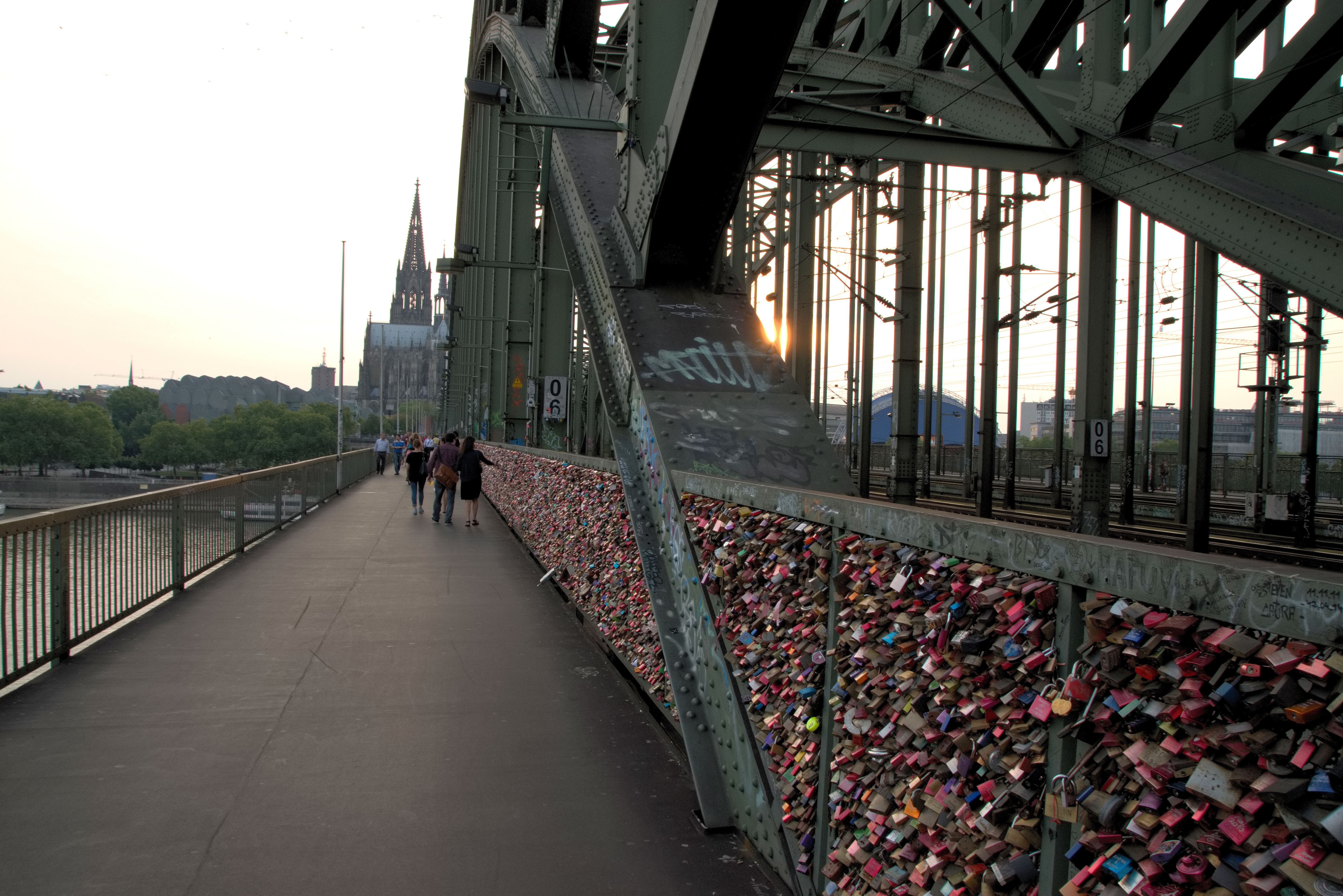
Liebesschlösser auf der Hohenzollernbrücke (2015)
Personen und Autoverkehr auf der Brücke, aufgenommen Anfang der 1930er.
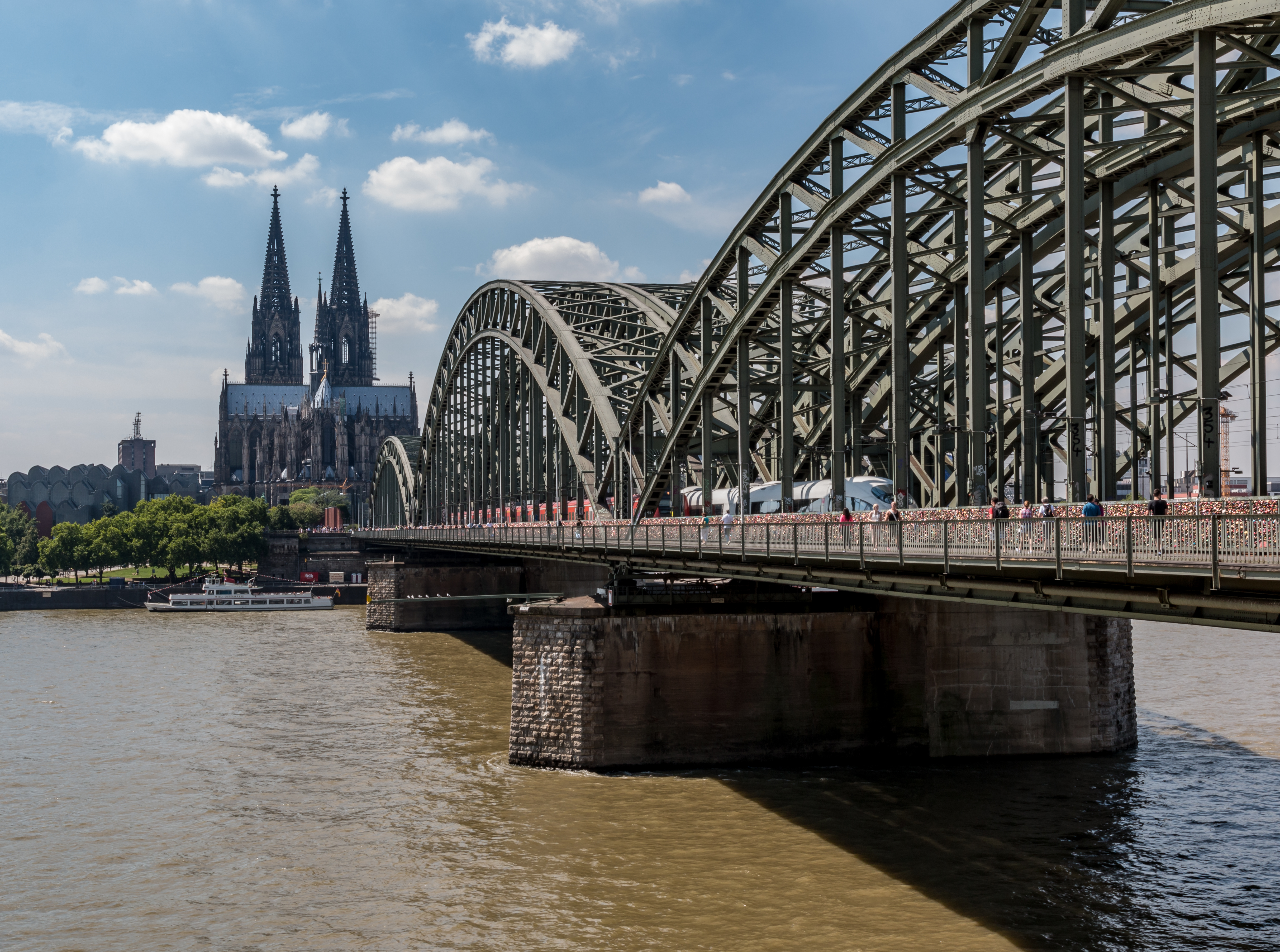
Hohenzollernbrücke Köln (2014)
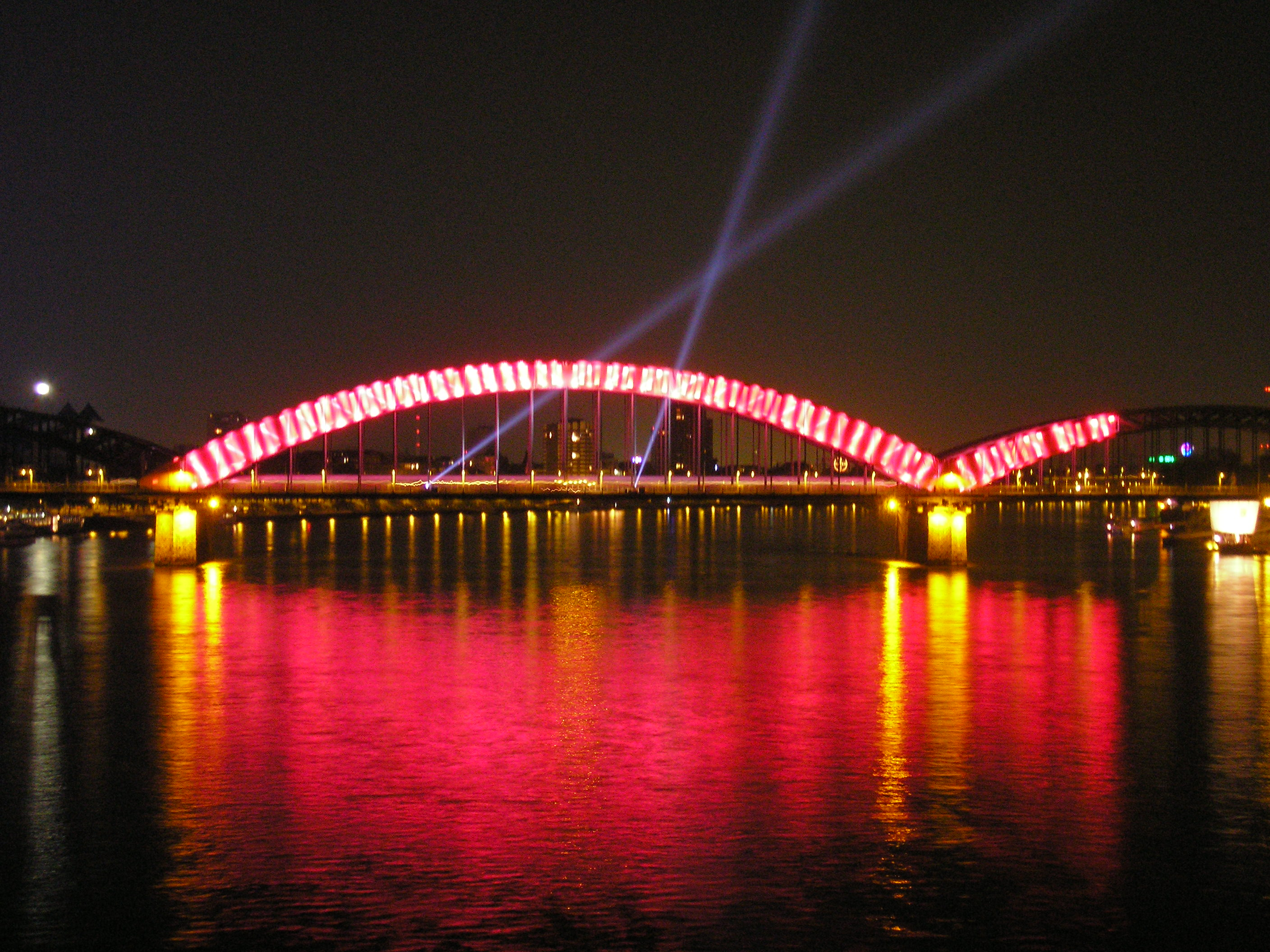
Installation anlässlich des DEKT 2007